# アリアニコ
アリアニコ（イタリア語：Aglianico、[aʎˈʎaːniko]）は、黒ブドウ品種のひとつである。バジリカータ州やカンパーニア州など、イタリア南部で栽培される。
このブドウの原産地はギリシャであり、イタリア南部への移住者によって持ち込まれたと言われている。名前の由来は、ラテン語で「ギリシャのブドウ」を意味する“vitis hellenica”の転訛であるという。“Apulianicum”（古代ローマ時代におけるイタリア南部域全体のラテン語での呼称）が語源であるとの説もある。アリアニコは古代ローマ時代に作られていた、Falernian wineと呼ばれるワインの主要な品種であるが、これは今日のワインと同じようなワインとしては歴史上初めて作られたものであると言われている。
ワイン学者であるDenis Dubourdieuは「アリアニコは最も長くにわたって消費されてきた歴史を持つブドウ品種である可能性がある」と述べている。

## 歴史

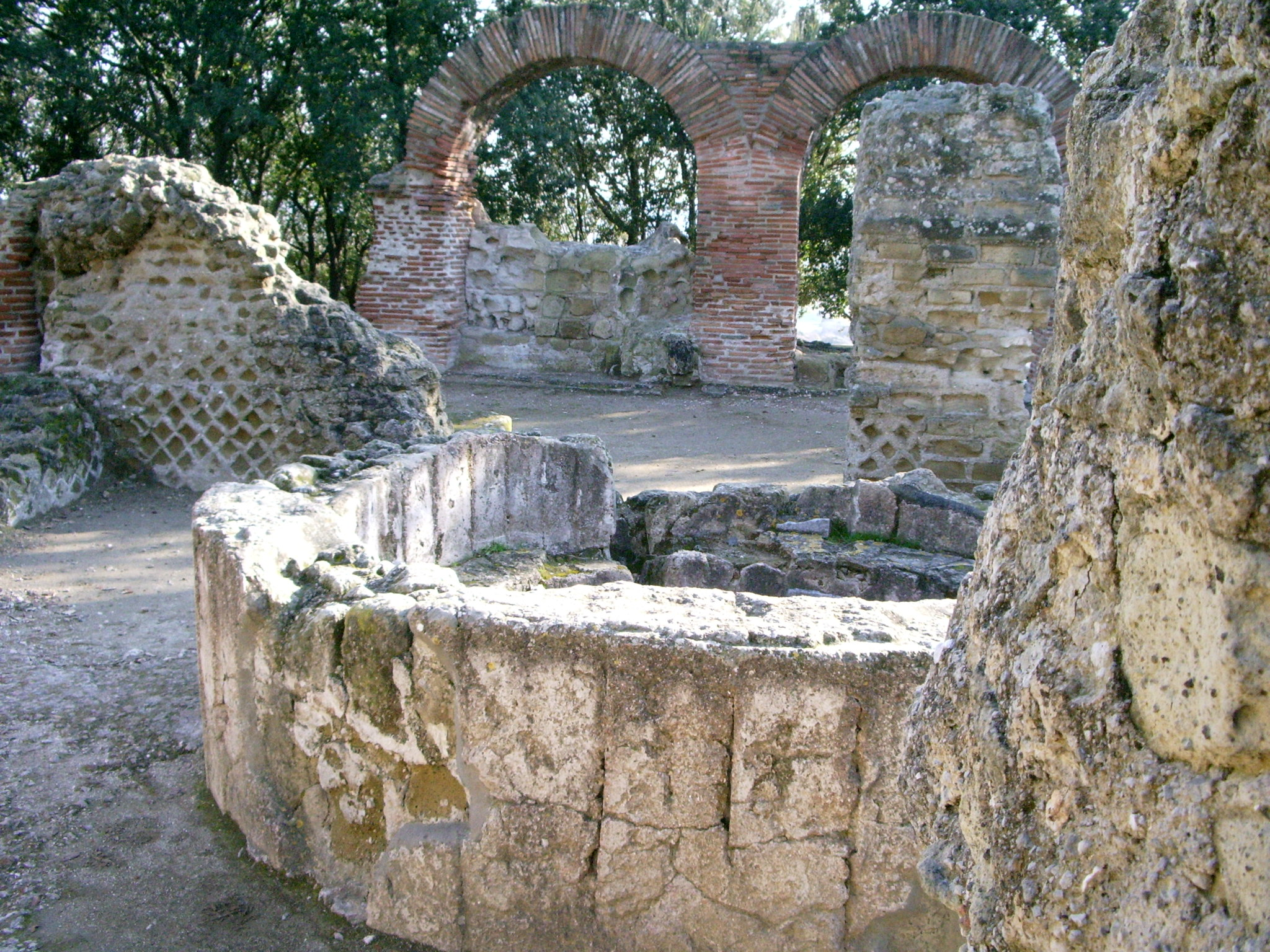
クーマエのギリシャ人開拓者の遺跡

アリアニコは、ギリシャのポカイア近郊で栽培され始めたと考えられている。祖先となるブドウは特定されていない。開拓者によって、ギリシャからイタリアのクーマエ（現在のポッツオーリ近郊）に持ち込まれ、そこからカンパーニア州やバジリカータ州に広まった。イタリアでは現在でも栽培されているが、原産地のギリシャでは消滅している。古代ローマにおいて作られた最古のワインである、Falernianの主要品種であると考えられている。大プリニウスの著作によれば、白ブドウ品種であるグレコ（現在はグレコ・ディ・トゥーフォと呼ばれる）とともに、アリアニコは古代ローマ時代において格の高いワインとなるブドウ品種であったという。
モリーゼ、プーリア、ナポリの近くにあるプローチダ島などでもアリアニコが栽培されていた痕跡が見つかっているが、現在ではこれらの地域ではあまり栽培されていない。15世紀までは、この品種は“Ellenico”（イタリア語で「ギリシャ」の意）と呼ばれていたが、やがて現在と同じくアリアニコと呼ばれるようになった。

## 他のブドウ品種との関連
カンパーニア州で栽培されているAglianiconeは、名前は似ているがアリアニコの変種などではない。ただし、DNA解析によれば、これら2つの品種は遺伝的に近い関係にあることが示唆されている。

## 生産地域

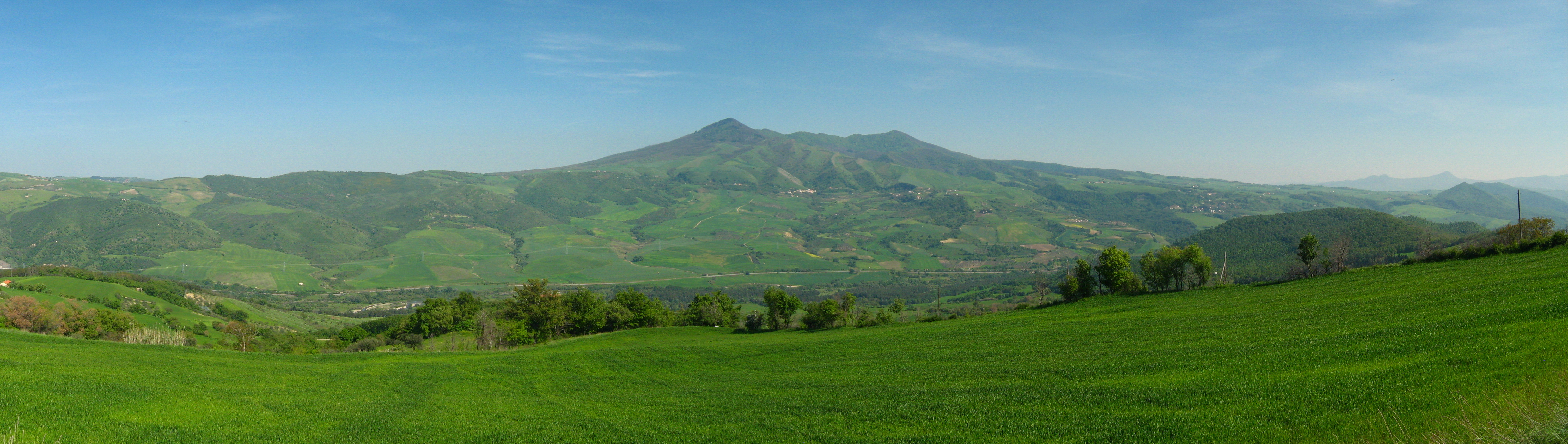
モンテ・ヴルトゥレの遠景

バジリカータ州においては、アリアニコを用いてこの地域唯一のDOCGであるアリアニコ・デル・ヴルトゥレ・スペリオーレが作られる。アリアニコの栽培は州北部のポテンツァ県に集中している。アリアニコ・デル・ヴルトゥレは休火山であるモンテ・ヴルトゥレの周辺地域で生産される。

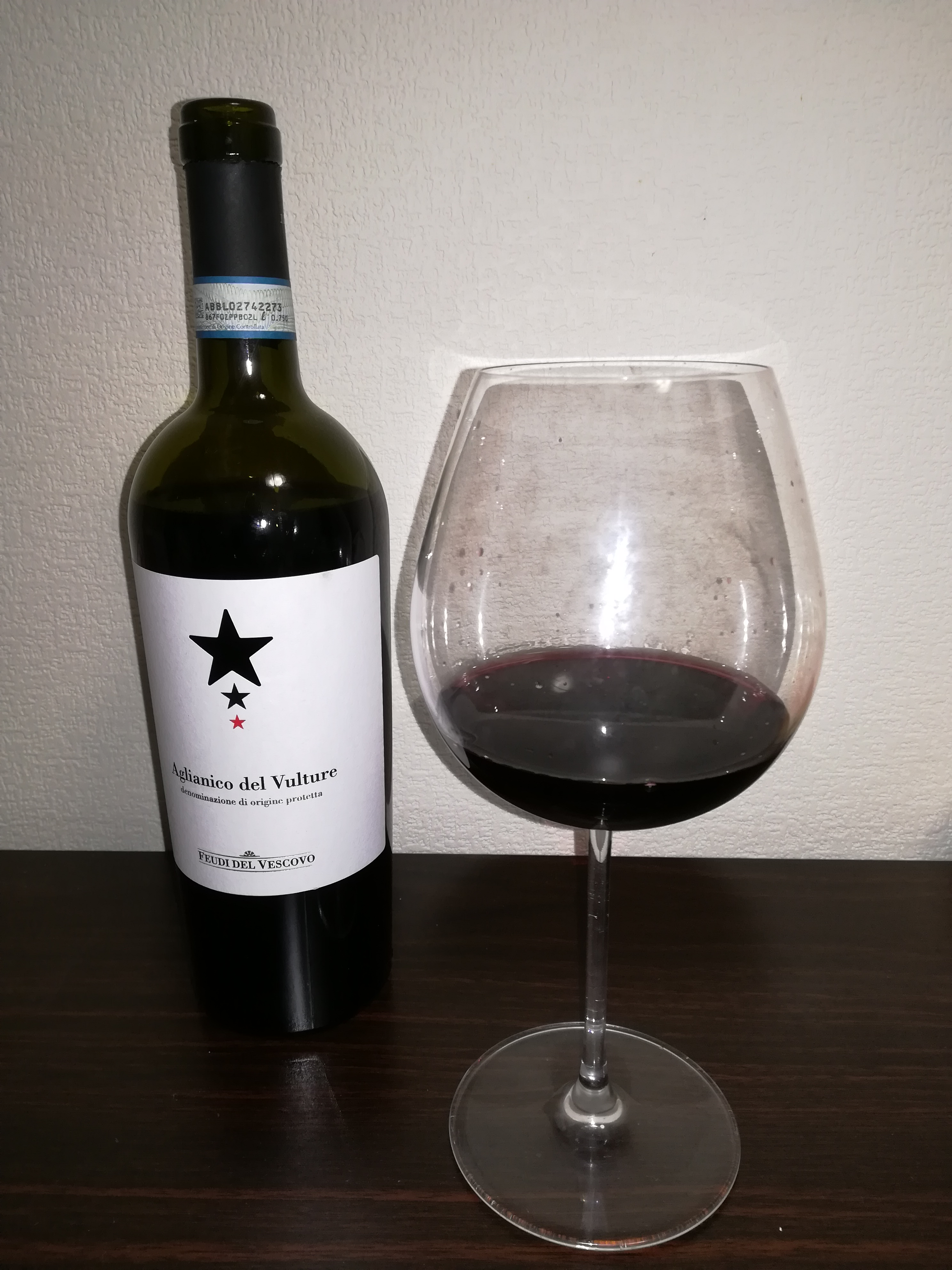
アリアニコ・デル・ヴルトゥレ。バジリカータ州のDOCGワインである。

カンパーニア州では、タウラージ村周辺にアリアニコ中心で作られるDOCGが存在し、このワインもタウラージと呼ばれる。ベネヴェントではさらに多くが栽培される。アリアニコ・デル・タブルノやファレルノ・デル・マッシコの中心品種としても使われる。IGTでは、カベルネソーヴィニヨンやメルローとブレンドされることもある。
晴天が続くような気候に強いことから、近年では、オーストラリア、テキサス、カリフォルニアでも栽培されている。オーストラリアでは、マレー・ダーリング地域に導入され、一定の成功をあげている。マクラーレン・ヴァレー、マーガレット・リバー、マジー、リバーランドといった地域でも試験的に植えられている。カナダのオンタリオ州の20の谷のうちVieni Estatesでは2001年からアリアニコが栽培されており、2009年からはワインの生産が始まった。アリゾナ州ウィルコックス近郊でも栽培されている。

## 栽培
アリアニコは発芽が早く、日照時間の長い乾燥した気候に適している。ウドンコ病には強い耐性を持つが、ベト病の感受性は高い。灰色カビ病への耐性も弱い。アリアニコはタンニンが多すぎてデザートワインには向かないため、灰色カビによる貴腐の影響を受けやすいことは利点になっておらず、むしろ貴腐は病害として扱われる。
成熟は比較的遅い傾向がある。南イタリアにおいて11月頃に収穫される。十分に熟す前に収穫したり、過剰にブドウが生るようであると、渋みが極めてきついワインとなってしまう。
火山性土壌に適している。

## ワインのスタイル
アリアニコで作られるワインは、強いタンニンと豊富な酸を持つフルボディのワインが多く、長期熟成に耐えうる。豊かな香りを持つので、ラム肉のような濃厚な味わいの肉料理と合わせて飲まれる。
若い状態では、アリアニコは非常にタンニンが強く濃厚である。そのため、適切な状態になるまで数年の熟成が必要である。熟成が進むと、果実味が強く感じられ、渋みのバランスがとれる。色は深いガーネット色である。典型的にはチョコレートやプラムの香りがあると言われる。

## シノニム
アリアニコには様々なシノニムが存在する（en. Alianicoを参照）。